# Batalla de Kabul (1842)
La expedición a Kabul fue una campaña punitiva llevada a cabo por las fuerzas británicos contra los afganos tras la desastrosa retirada de Kabul. Dos ejércitos británicos y de la Compañía Británica de las Indias Orientales atravesaron el Paso Khyber y avanzaron hacia la capital afgana desde Kandahar y Jalalabad para vengar la aniquilación total de la columna militar y civil británica-india en enero de 1842.
Las fuerzas británicas derrotaron a los afganos dos veces en batalla, tras lo cual pudieron recuperar prisioneros capturados durante la retirada. Los británicos destruyeron partes de Kabul antes de retirarse a la India británica, lo que dio por concluida la primera guerra anglo-afgana.